# Giampiero Cicciò
Giampiero Cicciò (Messina, 15 ottobre 1966) è un attore e regista teatrale italiano.

## Biografia
Studia recitazione presso la Bottega Teatrale di Firenze diretta da Vittorio Gassman con la regia del quale nel 1988 debutta in teatro con La canzone degli F.P. e degli I.M di Elsa Morante.
Nel 1989 su Raitre, Dipartimento scuola educazione, è tra gli attori del programma in sei puntate sui metodi di recitazione della Bottega teatrale di Firenze: Lezioni di Teatro scritto e condotto da Vittorio Gassman.
Nel 1991 inizia un sodalizio artistico con Giancarlo Cobelli, con la cui direzione rappresenta lavori del teatro classico e moderno.
È infatti diretto da Cobelli in Un patriota per me di John Osborne (1991) nel ruolo di Ferdy, Andrea o i ricongiunti di Hugo von Hofmannsthal (1992) nel ruolo di Zorzi, Troilo e Cressida di William Shakespeare (1993) nel ruolo di Pandaro, Edoardo II di Christopher Marlowe (1994) nel ruolo di Baldok, Illusion comique di Pierre Corneille (1995) nel ruolo di Adrasto, Re Giovanni di William Shakespeare (1999) nel ruolo del Cardinale Pandolfo.
In Francia, nel teatro Athénée-Louis Jouvet di Parigi, diretto da Walter Pagliaro è tra gli interpreti principali de Gli attori in buonafede di Marivaux (1989).
In Germania, nel 2006 diretto da Federico Tiezzi, accanto a Chiara Muti (Antigone) e Sandro Lombardi (Creonte), è in Antigone di Sofocle di Bertolt Brecht (nel ruolo di Tiresia) nell'ambito del BrechtFest di Berlino che si tiene nel teatro Berliner Ensemble fondato dallo stesso Brecht.
Ha inoltre lavorato con Alvaro Piccardi (Agamennone di Eschilo: 1989); Federico Tiezzi (Porcile di Pier Paolo Pasolini: 1994, Dialoghi e monologhi da Giacomo Leopardi: 1998); Giorgio Barberio Corsetti (La compagnia degli uomini di Edward Bond: 2003); Ninni Bruschetta (Giulio Cesare di William Shakespeare: 1999 nel ruolo di Bruto); Luciano Melchionna (Pausa di Luciano Melchionna: 2001, Sterminio di Werner Schwab: 2002; La disfatta di Gianni Guardigli: 2003); Gianni Guardigli (Giovanna d'Arco di Borgovecchio di Guardigli: 2003); Francesco Saponaro ("Il petrolio" drammaturgia di Antonio Marfella: 2007).
Debutta come regista nel 1996 al Teatro Politecnico di Roma con la tragicommedia da lui scritta La favola della pelle e della rosa. Tra gli interpreti: Luciano Melchionna, Celeste Brancato, Salvatore Palombi.
Nel 1998 per il Circuito del Mito diretto da Franco Zeffirelli allestisce Il Siciliano di Molière con Gilberto Idonea, Emanuela Muni, Donatella Finocchiaro, Annibale Pavone, David Coco, Giuseppe Castiglia.
Per il festival Taormina Arte, diretto da Giorgio Albertazzi, mette in scena La sposa di Messina di Friedrich Schiller (1999), Gl'innamorati di Carlo Goldoni (2001), Senso di Luca De Bei con Maria Paiato (2002)
Nel 2003 è in scena con Andrea Camilleri ideatore di uno spettacolo ispirato a La lupa di Giovanni Verga: una messinscena che univa letteratura, musica operistica e danza.
Nel 2007 mette in scena Lo stato d'assedio di Albert Camus per poi affrontare negli anni successivi Giovanna d'Arco di Borgovecchio di Gianni Guardigli.
Nel 2009 mette in scena Perthus di Jean-Marie Besset con Massimo De Rossi, Annibale Pavone, Francesco Borchi e Matteo Romoli.
Nel 2011 firma la regia del musical Salvatore Giuliano di Dino Scuderi con Giampiero Ingrassia e Barbara Cola nel ruolo dei protagonisti.
Nello stesso anno mette in scena I miei occhi cambieranno monologo interpretato da Federica De Cola (tratto dall'ultimo testo di Celeste Brancato).
Diretto da Ninni Bruschetta, nel 2012, è Vassili ne L'ufficio scritto da Giacomo Ciarrapico e Mattia Torre (gli autori della serie tv Boris).
Nell'estate del 2013 scrive e firma la regia del cortometraggio Rashid, ispirato a un fatto realmente accaduto. Tra gli interpreti: Federica De Cola e Gabriele Greco. Nel 2014 il corto vince tre premi al MareFestival di Salina dedicato a Massimo Troisi: premiati il regista di "Rashid" Giampiero Cicciò, il protagonista Luigi Cirillo e l'attore non protagonista Gabriele Greco.
Nell'aprile 2015, prodotto dal Teatro Vittorio Emanuele II di Messina, mette in scena un proprio testo, "Lei e lei", ed è regista e interprete dello spettacolo accanto a Federica De Cola.
Nel marzo del 2016 scrive e firma la regia di Costano cari gli dei, testo ispirato al De Profundis di Oscar Wilde. Protagonista dello spettacolo è Marco Rea.
Sempre nel 2016, accanto a Lino Guanciale, è tra i protagonisti di Ragazzi di vita con la regia di Massimo Popolizio. Tratto dal romanzo di Pier Paolo Pasolini, lo spettacolo, prodotto dal Teatro di Roma, ha debuttato in prima nazionale al Teatro Argentina il 26 ottobre.
Dal 2017 cura la direzione artistica del Festival inDivenire e presiede le giurie delle sezioni di prosa e danza del Premio inDivenire (evento centrale della manifestazione) che si svolge al Teatro Spazio Diamante di Roma..
Nel luglio del 2021 è in scena nel Teatro Grande (Pompei) con "Il Purgatorio - La notte lava la mente" di Mario Luzi con la regia di Federico Tiezzi. Nel doppio ruolo di Nino Visconti e Forese Donati.
Il 22 ottobre 2021 in prima nazionale debutta al Teatro Vittorio Emanuele II (Messina) con Molto rumore per nulla di Shakespeare curando la regia, la traduzione e il libero adattamento. Protagonista della messinscena è Federica De Cola. Le musiche originali sono di Dino Scuderi.  
Il 9 febbraio 2024 debutta al Teatro Argentina di Roma con L'albergo dei poveri tratto da Bassifondi (dramma) di Maksim Gor'kij nel ruolo di Bubnov con la regia di Massimo Popolizio e l'adattamento teatrale di Emanuele Trevi. Lo spettacolo è una coproduzione tra il Piccolo Teatro (Milano) e il Teatro Argentina. .

## Filmografia

### Cinema
- Il quaderno della spesa (2003) regia Tonino Cervi.
- Senso unico  (1999) regia Aditya Bhattacharya

### Fiction TV
- L'onore e il rispetto - Parte seconda (2009) regia Salvatore Samperi
- Sangue caldo (serie televisiva) (2011) regia Luigi Parisi e Alessio Inturri
- Il peccato e la vergogna (2012) regia Luigi Parisi e Alessio Inturri
- I fantasmi di Portopalo (2017) regia Alessandro Angelini
- Maltese - Il romanzo del Commissario (2017) regia Gianluca Maria Tavarelli
- La mafia uccide solo d'estate (serie televisiva) (2018) regia Luca Ribuoli.
- Il commissario Montalbano - serie TV, episodio: Il metodo Catalanotti (2021)

## Attore teatrale
- Un patriota per me di John Osborne (1991)  regia di Giancarlo Cobelli
- Andrea o i ricongiunti di Hugo von Hofmannsthal (1992)    regia Giancarlo Cobelli
- Agamennone di Eschilo (ruolo: Cabarettista berlinese/Il Coro) 	            regia Alvaro Piccardi
- Gli attori in Buonafede di Marivaux (ruolo: Biagio)		            regia Walter Pagliaro
- La canzone degli F. P. di E. Morante (spettacolo di poesia) 	            regia Vittorio Gassman
- Medico per forza di Molière (ruolo: Valerio) 			            regia Silvio Giordani
- Un patriota per me di Osborne (ruolo: Ferdy) 			            regia Giancarlo Cobelli
- Andrea o i ricongiunti da Hofmannsthal (ruolo: Zorzi) 		            regia Giancarlo Cobelli
- Il piccolo teatro del mondo di Hofmannsthal (ruolo: Il Servo) 	            regia Giancarlo Cobelli
- Troilo e Cressida di Shakespeare (ruolo: Pandaro) 		            regia Giancarlo Cobelli
- Porcile di Pasolini (ruolo: Guenter) 				            regia Federico Tiezzi
- Edoardo II di Marlowe (ruolo: Baldok) 				            regia Giancarlo Cobelli
- Illusion comique di Corneille (ruolo: Adrasto) 			    regia Giancarlo Cobelli
- Giulio Cesare di Shakespeare (ruolo: Bruto) 			            regia Ninni Bruschetta
- La figlia di Jorio di D'Annunzio (ruolo: Aligi)          progetto di Giorgio Albertazzi, regia Melo Freni
- Operette Morali di Leopardi (spettacolo di poesia) 		            regia Federico Tiezzi
- Re Giovanni di Shakespeare (ruolo: Cardinale Pandolfo) 	            regia Giancarlo Cobelli
- Pausa di Luciano Melchionna (ruolo: Lia) 			            regia Luciano Melchionna
- Sterminio di Werner Schwab (ruolo: Errmann) 			            regia Luciano Melchionna
- La disfatta di Gianni Guardigli (ruolo: Fritz) 			    regia Luciano Melchionna
- Antigone di Brecht (ruolo: Tiresia) 				            regia Federico Tiezzi
- Giovanna d'Arco di Borgo Vecchio di G. Guardigli (ruolo: Giovanna)         regia Gianni Guardigli
- Il petrolio di Antonio Marfella (Ruolo: Domenico La Cavera)            regia Francesco Saponaro
- L'ufficio di Giacomo Ciarrapico (ruolo: Ministro delle Passioni)           regia Ninni Bruschetta
- Lei e lei di Giampiero Cicciò (ruolo: Stella)                              regia Giampiero Cicciò
- Ragazi di vita di P. P. Pasolini (ruolo: Er Froscio)                       regia Massimo Popolizio
- Il Purgatorio - La notte lava la mente di Mario Luzi (ruolo: Nino Visconti e Forese Donati) regia Federico Tiezzi
- L'albergo dei poveri di Maksim Gor'kij (ruolo: Bubnov) regia Massimo Popolizio